# Bartolomeo Pacca

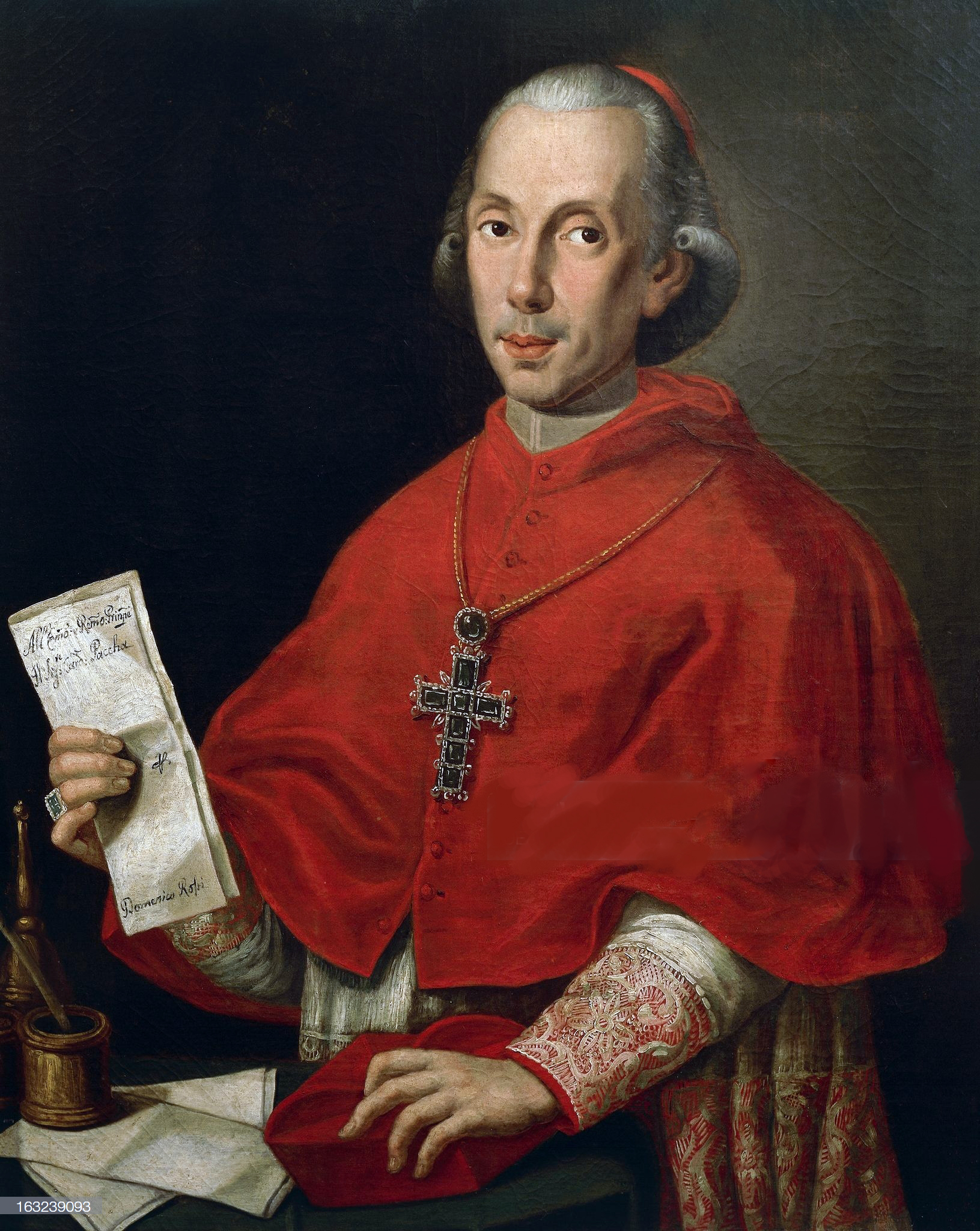
Bartolomeo Kardinal Pacca

Wappen des Kardinalkämmerers Bartolomeo Pacca während der Sedisvakanz des Apostolischen Stuhles 1823

Bartolomeo Pacca (der Ältere) (* 25. Dezember 1756 in Benevento, Königreich beider Sizilien; † 19. April 1844 in Rom) war ein päpstlicher Diplomat und italienischer Kurienkardinal der Römischen Kirche. Von 1830 bis zu seinem Tod war er als Kardinaldekan ranghöchstes Mitglied des Kardinalskollegiums.

## Leben
Bartolomeo Pacca war das zweite Kind von Orazio Pacca, Marchese von Matrice, und der Cristina Malaspina aus der Familie der Marchese von Lunigiana. Nach dem Besuch des Collegio Clementino in Rom studierte er ab 1778 an der Päpstlichen Akademie für kirchliche Adlige sowie an der Universität La Sapienza. Am 21. April 1775 wurde er dort zum Doctor iuris utriusque promoviert.
Die niederen Weihen empfing er am 17. Juli 1785, am 31. Juli desselben Jahres wurde er zum Subdiakon geweiht, und am 7. August 1785 wurde ihm die Diakonenweihe gespendet.
Pacca empfing am 14. August 1785 die Priesterweihe. Bereits am 26. September 1785 zum Titularerzbischof von Tamiathis erhoben, spendete ihm Kardinal Giovanni Carlo Boschi am 17. April 1786 die Bischofsweihe. Am 24. April 1786 zum Nuntius in Köln ernannt, wurde er am 21. März 1794 Nuntius in Lissabon (Portugal). Am 23. April 1801 zum Kardinalpriester von San Silvestro in Capite erhoben, war er an der Kurie in Rom tätig. In den Streitigkeiten Pius’ VII. mit Frankreich bewies er sich als treuer Anhänger des Papstes und wurde daher von diesem 1808 als Pro-Datar zu seinem Minister ernannt. Da er die Bannbulle gegen Napoleon Bonaparte 1809 in Rom verbreitet hatte, wurde er am 6. Juli von den Franzosen mit dem Papst gefangen aus Rom weggeführt und 2 1⁄2 Jahre auf der Festung San Carlo bei Fenestrelles in Haft gehalten. Infolge des Konkordat von Fontainebleau 1813 wieder frei, überredete er den Papst, dasselbe zu brechen, und wurde deshalb vom Kaiser im Januar 1814 nach Uzès verbannt. Nach Napoleons I. Sturz in seine Würden wieder eingesetzt, wurde er am 2. Oktober 1818 Kardinalpriester von San Lorenzo in Lucina und am 22. November 1818 Präfekt der Kongregationen für die Bischöfe und für die Ordensleute. Von 1814 bis 1824 war Kardinal Pacca Camerlengo, sodass ihm während der Sedisvakanz 1823 die Aufgabe zufiel, die kirchlichen Amtsgeschäfte zu führen. Er war das reaktionär-schroffe Gegenteil des Kardinalstaatssekretärs Ercole Consalvi; trotzdem waren bei ihm viele bekannte Wissenschaftler und Künstler zu Gast.
Seit dem 21. Dezember 1818 Kardinalbischof von Frascati, wurde er am 13. August 1821 Kardinalbischof von Porto e Santa Rufina und nahm am Konklave 1823 teil, aus dem Leo XII. als Papst hervorging. Ebenso nahm er am Konklave 1829 teil, das Pius VIII. zum Papst wählte. Am 5. Juli 1830 wurde er Kardinalbischof von Ostia und Dekan des Kardinalskollegiums. Zuletzt, in den Jahren von 1830 bis 1844, war Kardinal Pacca Sekretär der Kongregation der römischen und allgemeinen Inquisition. Auch am Konklave 1830–1831, durch das Papst Gregor XVI. gewählt wurde, nahm er teil; als Kardinaldekan fiel ihm die Aufgabe zu, dieses Konklave zu leiten.
Bartolomeo Pacca starb am 19. April 1844 in Rom, beigesetzt wurde er in der Kirche Santa Maria in Campitelli.

## Werke
- Memorie istoriche del ministerio di due viaggi in Francia e della cattività nel castro di San Carlo. 3 Bände Rom 1830; neue Ausgabe Orvieto 1843.
- Notizie sul Portogallo. Rom 1835.
- Relazione del viaggio di papa Pio VII etc. Rom 1833.

Diese Werke erschienen auch auf Deutsch (6 Bde., Augsburg 1831–1836).

## Familienbeziehungen
Sein Großneffe Bartolomeo der Jüngere (* 1817; † 1881) wurde 1875 durch Pius IX. ebenfalls zum Kardinal ernannt.